# 류창둥
류창둥(劉强東, 1974년 3월 10일~)은 중화인민공화국 최대의 전자 상거래 기업인 징둥(京東·JD닷컴)을 창업한 인물이다. JD.com의 CEO이자 주요 주주로서 중국 온라인 소매업을 선도하고 있는 인물 중 하나이다. 40대의 나이에 경영 일선에서 물러났다.

## 생애

### 초기경력
1974년 2월 14일에 중화인민공화국 쑤첸시에서 태어났다. 류창둥은 1998년 베이징에서 징둥이란 소매점을 창업한 후 2004년 온라인 쇼핑 몰로 전환해 전자상거래 시장의 큰 손이 됐다. 류창둥은 징둥의 지분 14%를 보유하고 있으며 미 포브스 집계 기준 순자산 평가액은 128억달러(약 15조6000억원)로 전세계 188위에 올랐다.

### 사업가 경력
류창동 회장은 자수성가한 경영인이다. 첫 창업은 아버지에게 20만 위안(3600만원)을 빌려 베이징에 식당을 차렸지만 실패했다. 사업실패로 인한 빚을 갚기 위해 일본계 건강 보조 기구 업체인 일본생명에 입사했었다. 대기업에서 2년 동안 업무를 익히면서 자신의 사업이 실패한 이유를 깨달았고 1988년 다시 한 번 도전에 나섰다. 류창동 회장은 베이징의 실리콘밸리로 일컬어지는 중관춘에 JD닷컴의 전신인 가전 판매 회사 ‘징둥공사’를 창립했다. 자본금은 1만2000위안(210만원)이 전부였지만 재고 관리부터 회계까지 직접 관리한 결과 이 회사는 5년 만에 누적 수익 1000만 위안(18억원)에 달할 정도로 성장했다. 류창동 회장이 온라인에 진출하게 된 것은 우연한 계기였다. 2002년 중국 전역에 닥친 사스의 영향으로 사람들이 집밖에 나가는 것을 꺼려했을 때 오프라인 매장을 아예 접고 온라인에 집중해 2004년 '360바이닷컴'을 개설해 지금의 JD닷컴으로 키워 냈다.

### 성공 키워드
'알리바바와 차별화' : 알리바바가 중국 내 전자 상거래 시장의 양적인 성장을 이끌었다면 JD닷컴은 '질적인 성장'에 주목하고 있다.
JD닷컴의 가장 큰 무기는 '짝퉁 근절'과 '빠른 배송'이다. 엄격한 정품 관리 기준을 적용해 이를 위반한 업체에 대해서는 상품 1개 당 100만 위안까지 벌금을 부과한다. 또한 중국 전역을 아우르는 배송 시스템으로 50%이상의 상품을 '하루 만에 배송'할 수도 있다.